# ExPRESS Logistics Carrier
Un ExPRESS logistics carrier (ELC) és una plataforma de càrrega útil no pressuritzada de l'Estació Espacial Internacional (ISS) que proveeix de superfícies de muntatges mecànics, energia elèctrica, i serveis d'ús de dades i instruccions per a Orbital Replacement Units (ORUs) com també experiments científics a l'ISS. ("ExPRESS" vol dir Expedite the Processing of Experiments to the Space Station.) L'ELCs fou desenvolupat en un principi al Goddard Space Flight Center de Greenbelt, Maryland, amb el suport del JSC, KSC, i MSFC. L'ELC fou anomenat anteriorment com a "Express Pallet" i és la contrapart despressuritzada al ExPRESS Rack pressuritzat. Un ELC proporciona als científics amb una plataforma i infraestructura per desplegar experiments en el buit de l'espai sense la necessitat d'un satèl·lit orbitador terrestre dedicat.
L'ELCs estar connectat directament en el common attach system (CAS) de l'estructura integrada de l'ISS. L'estructura P3 conté dos punts d'unió anomenats mecanismes Unpressurised Cargo Carrier Attachment System (UCCAS), una cara al zenit (cara a l'espai) anomenat UCCAS-1 i l'altre al nadir (cara terrestre) anomenat UCCAS-2. L'estructura S3 conté quatre ubicacions similars anomenats mecanismes de Payload Attachment System (PAS), dos cara el zenit (PAS-1 i PAS-2), i dos al nadir (PAS-3 i PAS-4).

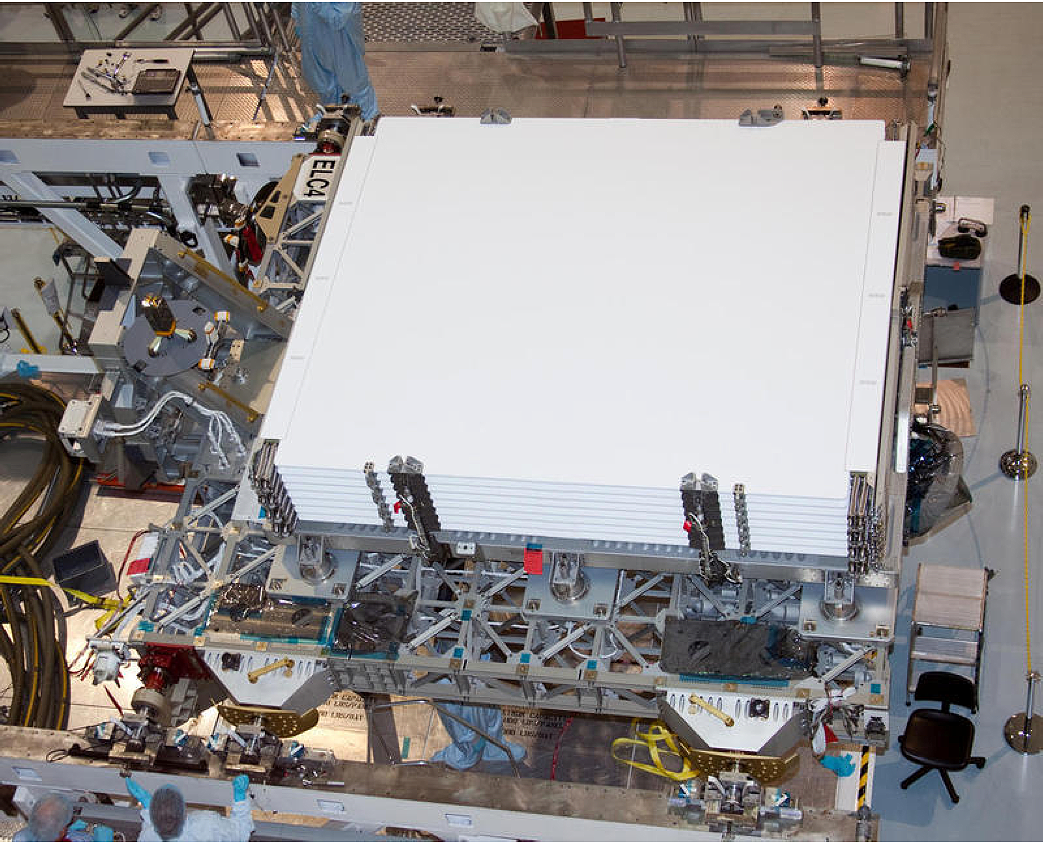
Heat rejection subsystem radiator (HRSR) en l'ELC-4
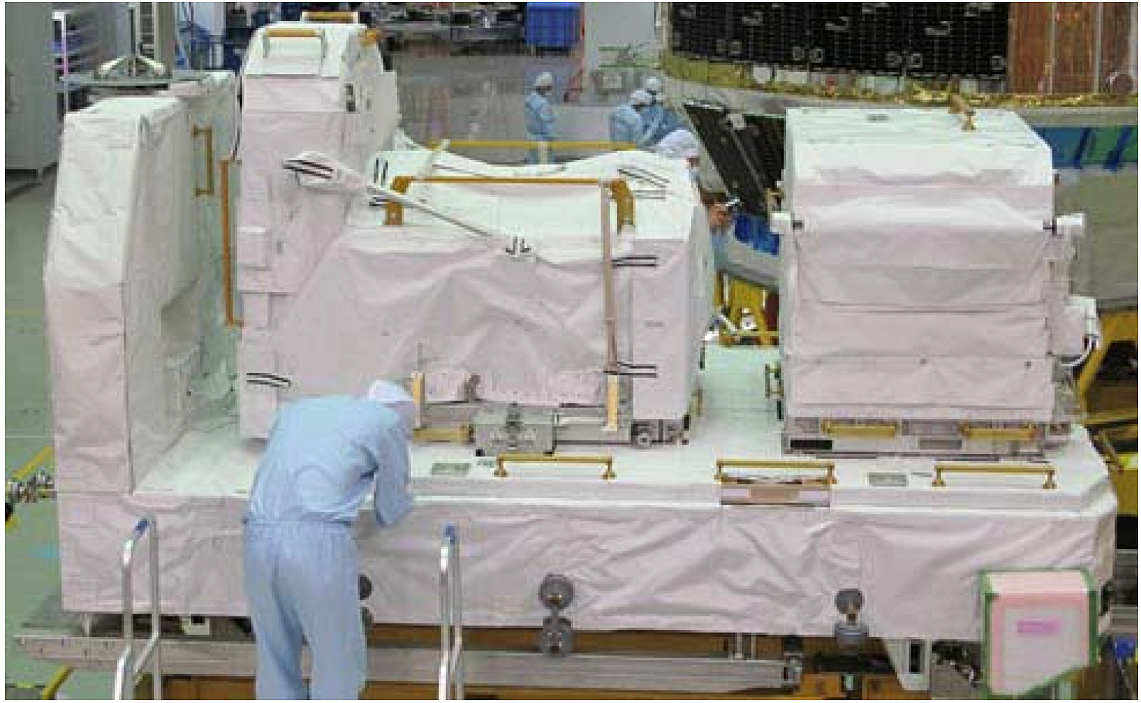
FHRC i CTC4 en el HTV-2 Exposed Platform
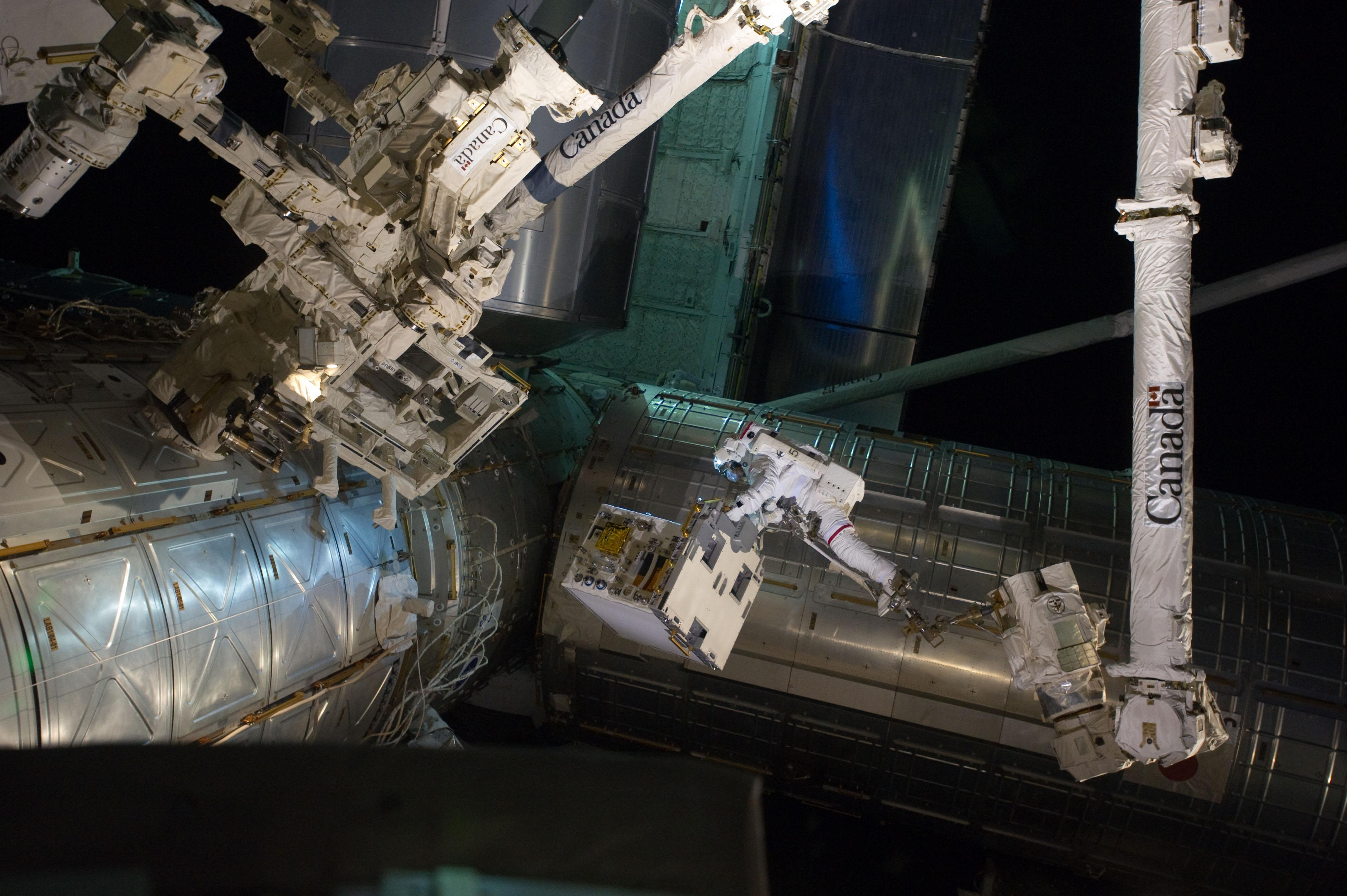
Mike Fossum muntat en el braç robòtic de l'ISS transferint el RRM al SPDM com a emmagatzematge temporal

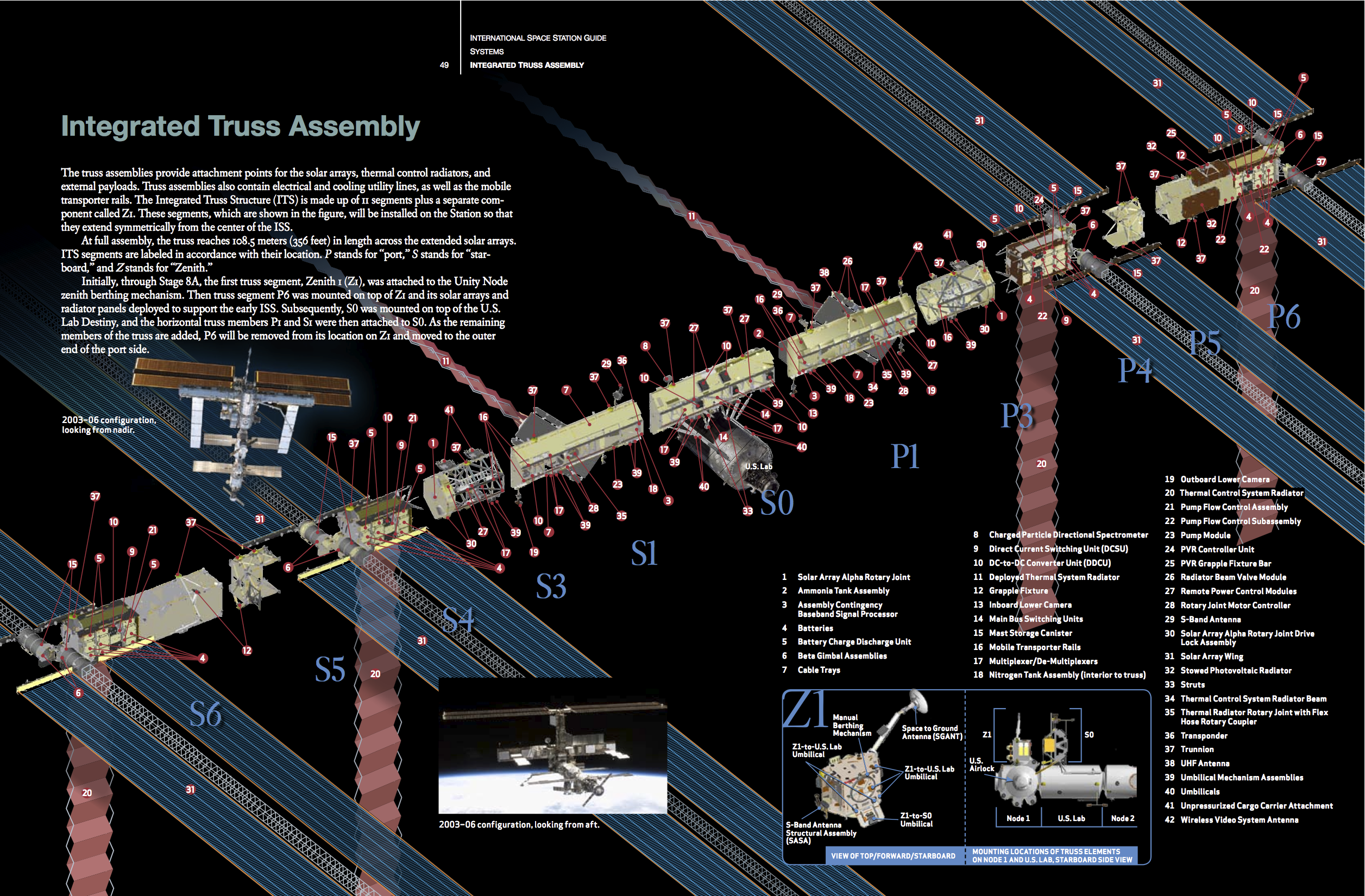
Components de l'estructura de l'ISS i els ORUs in situ